# SN 2002iw
SN 2002iw – supernowa typu II odkryta 1 listopada 2002 roku w galaktyce A234307-0948. W momencie odkrycia miała maksymalną jasność 21,80m.